# Franko Knez
Franko Knez (* 26. März 1998 in Zagreb) ist ein kroatischer Fußballspieler.

## Karriere
Knez begann seine Karriere bei Inter Zaprešić. Im April 2017 stand er gegen den NK Istra 1961 erstmals im Profikader des Vereins. Sein Debüt für die Profis in der 1. HNL gab er im Mai 2017, als er am 35. Spieltag der Saison 2016/17 gegen Hajduk Split in der 65. Minute für Marko Kolar eingewechselt wurde. Bis Saisonende kam er zu zwei Einsätzen in der höchsten kroatischen Spielklasse.
Im August 2017 wechselte er zum unterklassigen NK Špansko. Im Februar 2019 schloss er sich dem NK Trnje an. Zur Saison 2019/20 wechselte Knez zum österreichischen Regionalligisten SV Allerheiligen. In der Saison 2019/20 kam er bis zum Saisonabbruch zu 15 Einsätzen in der Regionalliga, in denen er sechs Tore erzielte. In der  ebenfalls abgebrochenen Saison 2020/21 absolvierte er elf Partien und machte dabei sechs Tore.
Zur Saison 2021/22 wechselte er zum Ligakonkurrenten Union Vöcklamarkt.